# Campeonato Mundial de Ginástica Artística de 2010 - Salto sobre a mesa masculino
A competição de salto sobre a mesa masculino do Campeonato Mundial de Ginástica Artística de 2010 teve sua final disputada no dia 24 de outubro. A qualificatória que definiu os ginastas finalistas foi disputada em 18 e 19 de outubro.

## Medalhistas
| Ouro   | FRA Thomas Bouhail       |
| Prata  | RUS Anton Golotsutskov   |
| Bronze | BLR Dzmitry Kaspiarovich |

## Resultados

### Qualificatória
Esses são os resultados da qualificatória.
| Pos. | Ginasta                    | Total  | Nota |
| ---- | -------------------------- | ------ | ---- |
| 1    | RUS Anton Golotsutskov     | 16,475 | Q    |
| 2    | BLR Dzmitry Kaspiarovich   | 16,433 | Q    |
| 3    | FRA Thomas Bouhail         | 16,366 | Q    |
| 4    | KOR Yang Hak-Seon          | 16,266 | Q    |
| 5    | ROU Flavius Koczi          | 16,266 | Q    |
| 6    | UKR Andriy Isayev          | 16,233 | Q    |
| 7    | NED Jeffrey Wammes         | 16,216 | Q    |
| 8    | PUR Luis Rivera            | 16,133 | Q    |
| 9    | JPN Koji Yamamuro          | 16,116 | R    |
| 10   | UKR Oleksandr Yakubovs'kyi | 16,083 | R    |
| 11   | FIN Tomi Tuuha             | 16,016 | R    |

- Q - qualificado para a final
- R - reserva

### Final
Esses são os resultados da final.
| Pos. | Ginasta                  | Salto 1 | Salto 1 | Salto 1 | Salto 1 | Salto 2 | Salto 2 | Salto 2 | Salto 2 | Total  |
| Pos. | Ginasta                  | Nota D  | Nota E  | Pen.    | Total   | Nota D  | Nota E  | Pen.    | Total   | Total  |
| ---- | ------------------------ | ------- | ------- | ------- | ------- | ------- | ------- | ------- | ------- | ------ |
|      | FRA Thomas Bouhail       | 7,000   | 9,366   |         | 16,366  | 7,000   | 9,533   |         | 16,533  | 16,449 |
|      | RUS Anton Golotsutskov   | 7,000   | 9,433   |         | 16,433  | 7,000   | 9,300   |         | 16,300  | 16,366 |
|      | BLR Dzmitry Kaspiarovich | 7,000   | 9,233   |         | 16,233  | 7,000   | 9,400   |         | 16,400  | 16,316 |
| 4    | KOR Yang Hak-Seon        | 7,000   | 9,400   |         | 16,400  | 7,000   | 9,133   |         | 16,133  | 16,266 |
| 5    | ROU Flavius Koczi        | 7,000   | 9,233   |         | 16,233  | 7,000   | 9,183   |         | 16,183  | 16,208 |
| 6    | UKR Andriy Isayev        | 6,600   | 9,266   |         | 15,866  | 7,000   | 9,233   |         | 16,233  | 16,049 |
| 7    | PUR Luis Rivera          | 6,600   | 9,375   |         | 15,975  | 6,600   | 9,316   |         | 15,916  | 15,945 |
| 8    | NED Jeffrey Wammes       | 6,800   | 9,300   | 0,1     | 16,000  | 6,600   | 8,900   |         | 15,500  | 15,750 |